# Aleksei Yepifanov
Aleksei Yuryevich Yepifanov (tiếng Nga: Алексей Юрьевич Епифанов; sinh 21 tháng 7 năm 1983) là một cầu thủ bóng đá Nga thi đấu cho câu lạc bộ Meistriliiga Sillamäe Kalev. Anh ra mắt ở Giải bóng đá ngoại hạng Nga năm 2002 cho FC Rotor Volgograd.